# Pia Zanetti
Pia Zanetti (* 25. Juni 1943 in Basel) ist eine Schweizer Fotografin, die seit über 60 Jahren als Fotoreporterin aktiv ist.

## Leben und Werk
Pia Zanetti wuchs als Tochter einer geschiedenen Frau in einfachsten Verhältnissen auf. Da ihr niemand den von Männern dominierten Fotografenberuf zutraute, absolvierte sie die Lehre bei ihrem 15 Jahre älteren Bruder, dem Werbefotografen Olivio Fontana. Von 1960 bis 1963 besuchte sie die Fotoklasse der Kunstgewerbeschule Basel. Sie lebte acht Jahre in Rom und London, bevor sie 1971 in die Schweiz zurückkehrte. In Rom hatte sie sich mit der deutschen Studentin Marianne Oellers angefreundet und lernte so auch deren damals neuen Partner, ihren Landsmann Max Frisch kennen.
Zanetti realisierte mit ihrem Mann, dem Journalisten Gerardo Zanetti, eine Vielzahl von Reportagen über soziale und politische Themen für internationale Printmedien. Gegenstand ihrer Bilder ist stets der Mensch in seiner Umgebung, mit seinen teils prekären Lebensbedingungen. Zanetti schuf auch Porträts von Prominenten, wie z. B. der Modedesignerin Vivienne Westwood, der Schauspielerin Bette Davis oder dem Filmemacher Federico Fellini.
Seit 2019 ist Pia Zanetti Stiftungsrätin und fotografische Beraterin der Organisation Fairpicture.
Im Jahr 2021 erschien anlässlich der Personale in der Fotostiftung Schweiz und des Erscheinens der begleitenden Monografie die fünfteilige Interviewserie Durch den Monat mit Pia Zanetti in der WOZ. 

## Einzelausstellungen (Auswahl)
- 1986 Nicaragua. Associazione Cultura Popolare, Balerna
- 1986 Wen-Do, Frauenselbstverteidigung, Galerie, Clexidra, Lugano
- 1987 Valle Onsernone. Museo Onsernone, Loco
- 1991 Africa del Sud. Museo Cantonale d’Arte, Lugano
- 1994 Le dernier soir, la dernière nuit. MJC Saint-Gervais, Genf
- 2002 Max Frisch – ich lebe in Rom, der herrlichsten Stadt der Welt, Istituto Svizzero di Roma
- 2003 Indian Cotton – ein poetisches Plädoyer. Weissraum, Zürich
- 2004 Begegnung, Austausch, Entwicklung. 40 Jahre INTERTEAM. Image-House-Galerie, Zürich (Wanderausstellung, mit Stephan Schacher)
- 2013 10 Jahre Swiss Aids Care, Simbabwe. Galerie EB, Zürich
- 2021 Pia Zanetti, Fotografin. Fotostiftung Schweiz, Winterthur[11]
- 2023 Pia Zanetti, Galleria Edizioni Periferia, Luzern
- 2023 Pia Zanetti, BelleVue - Ort für Fotografie, Basel

## Buch- und Sammelpublikationen
- 1964 Karl Pawek, Weltausstellung der Photographie, Verlag Henri Nannen, Hamburg
- 1967 Philip J. Pocock, The Camera as Witness, Expo 1967, Southern Press Ltd, Toronto
- 1969 Giorgio Porro, Qui Londra, Touring Club Italiano, Milano
- 1970 Toni Kienlechner, 7mal Rom, Piper Verlag München
- 1974 Hugo Loetscher, Stiftung für die Photographie, Photographie in der Schweiz von 1840 bis heute, Verlag Arthur Niggli, Teufen
- 1983 Rudolf Schilling (Hg), Ein Tag im Leben von…, Edition C, Zürich
- 1984 Paolo Bianchi (Hg), Graffiti, Wandkunst und Wilde Bilder, Birkhäuser Verlag, Basel
- 1986 Niklaus Meienberg, Fabrikbesichtigungen, Limmat Verlag, Zürich
- 1987 Walter Binder, Das Tessin und seine Photographen, Photographie von 1858 bis heute, Benteli Verlag, Bern
- 1989 Dora Rapold, Die Frauen von San Miguel, Edition CON, Bremen
- 1990 20 Galerien und 10 Museen, Verein Zürcher Galerien (Hg)
- 1990 Karl Iten, Adieu – Altes Uri, NZZ Verlag, Zürich
- 1993 Schwuler Männerchor Zürich (Hg), Der letzte Abend, die letzte Nacht
- 1994 Werner A. Meier, Michael Schanne, Medien-Landschaft-Schweiz, Pro Helvetia, Zürich
- 1996 Volksschüler, Volksschülerin – wohin? Lehrmittelverlag des Kantons Zürich
- 1997 Bundesamt für Kultur (Hg), Made in Switzerland. Aus der Fotosammlung der Eidgenossenschaft, Hochtparterre, Zürich
- 1997 Volksschüler, Volksschülerin – wohin? Lehrmittelverlag des Kantons Zürich
- 1998 Peter Pfrunder (Hg), Seitenblicke. Die Schweiz 1848 bis 1998 – eine Photochronik, Offizin Verlag
- 1998 Willy Heusser, Das isch Musig. 1 – 4. Klasse, Lehrmittelverlag Zürich
- 1998 Peter Rüedi (Hg), Max Frisch – Friedrich Dürrenmatt. Briefwechsel, Diogenes Verlag Zürich
- 2001 Nina Sahdeva, Ich rede mit, SJW Zürich
- 2001 Kunstkoffer. Gespräche in afrikanischen Gärten in Mali und Burkina Faso, Druckpunkt Berlin
- 2002 Dieter Bachmann, Walter Obschlager (Hg) Max Frisch – Ich lebe in Rom, der herrlichsten Stadt der Welt. Gli anni a Roma 1960 – 1965, Istituto Svizzero di Roma, Max Frisch Archiv
- 2003 Dieter Bachmann (Hg), Il lungo addio – Der lange Abschied, Limmat Verlag Zürich
- 2003 Marianne Schertenleib, Lisbeth Herger (Hg), Betrogen und verkauft, FIZ Zürich
- 2004 Biennale dell`immagine (Hg), Il mondo in camera, Chiasso
- 2005 Martin Arnold (Hg) Abenteuer Fussball. Auf den Bolzplätzen dieser Welt. Verlag Die Werkstatt, Bielefeld
- 2005 und 2008 ETH Alumni Vereinigung (Hg), Dancers in the Night, Zürich
- 2009, 2012, 2013, Krebsforschung in der Schweiz. Publikationen von Onco Suisse
- 2012 Zürcher Kantonalbank (Hg), Helle Köpfe – kluge Geister, ZKB Zürich
- 2012 Christian Güntlisberger, Brigitte Hürlimann (Hg), Denkpausen, NZZ Libro, Zürich
- 2014 Schweizerisches Rotes Kreuz (Hg), Freiwilligkeit und Vielfalt im Zeichen der Menschlichkeit, Seismo Verlag Zürich
- 2020 Ulrich Weber, Friedrich Dürrenmatt. Eine Biographie, Diogenes Verlag, Zürich
- 2021 Pia Zanetti, Fotografin, Bildband, Scheidegger & Spiess, Zürich
- 2023 Pia Zanetti, Bildband, Edizioni Periferia, Luzern
- 2023 Pia Zanetti, All the world`s a stage, Edizioni Periferia, Luzern
- 2024 Gert Ueding, Bloch, Jens und Mayer, Tischgesellschaft der Julie Gastl, Edition Klöpfer, Stuttgart, Kröner
- 2024 Samuel Mumenthaler, HOT! Jazz als frühe Popkultur, Zytglogge Verlag, Basel
- 2024 Iwan Schumacher, Peter Pfrunder, Paare Couples, Edition Patrick Frey, Fotostiftung Schweiz, Zürich, Winterthur
- 2024 Urs Hardegger, Ein unvorhersehbares Ereignis, Verlagsgruppe HarperCollins, Hamburg

## Gruppenausstellungen
- 1964 Weltausstellung der Photographie, Wanderausstellung in verschiedenen europäischen Museen
- 1967 International Exhibition of Photography, Toronto, Kanada
- 1974 Photographie in der Schweiz, 1840 bis heute, Schweizerische Stiftung für Photographie / Kunsthaus Zürich, Wanderausstellung
- 1987 Das Tessin und seine Photographen, u. a. im Museo Cantonale d`arte, Lugano, Sieben Schweizer FotografInnen in Nicaragua, Wanderausstellung 1987 - 1989
- 1991 Goldminen in Südafrika, Museo Cantonale d`arte, Lugano
- 1994 Discours Amoureux. Der letzte Abend, die letzte Nacht, Saint-Gervais, Genf
- 1997 Made in Switzerland. Aus der Fotosammlung der Eidgenossenschaft, Musée de l`Elisée,  Lausanne
- 1997 Gemeinschaftsprojekt der ETH, Plakat für Sport Art, Akademischer Sportverband Zürich
- 1998 Seitenblicke, Die Schweiz 1848 bis 1998 – eine Photochronik. Forum Schweizer Geschichte Schwyz
- 2001 Kunstkoffer, Gespräche in afrikanischen Gärten in Mali und Burkina Faso, Kunstpanorama, Luzern
- 2003 Il lungo addio – Der lange Abschied, Istituto Svizzero di Roma
- 2007 Mer d`Aral, Ouzbékistan: Si l`eau  s`épuise, le monde s`écroule. Itineraires des photographes voyageurs, Bordeaux, Frankreich
- 2011 Max Frisch, Freibad Letzigraben, Ausstellung zum 100. Geburtstag von Max Frisch, Zürich
- 2012 Elie Dere aus Dry-Mbassa, Tschad, BildZeit, BelleVue, Ort für Fotografie, Basel
- 2013 My sacred place, Interkulturelles Kunstprojekt, Footscray Community Arts Centre, Melbourne, Australien
- 2018 Entre Fotos, Plàsticos y Cartón, Museo IMPA, Buenos Aires, Argentinien
- 2019 Entre Fotos, Plàsticos y Cartón, Universidad de los Artes, Buenos Aires, Argentinien
- 2023  Zwischen Mozart, Fotos und Karton, Pia Zanetti / Graciela Calabrese, Künstl. Leitung / Konzept Frida León Beraud
- 2024  Animali, Luigi Zuccheri e Compagni, Galleria Edizioni Periferia, Luzern
- 2024 Paare Couples, Fotostiftung Schweiz, Winterthur